# Bakorîn, Mlîniv
Bakorîn (în ucraineană Бакорин) este un sat în comuna Pevja din raionul Mlîniv, regiunea Rivne, Ucraina.

## Demografie
Componența lingvistică a localității Bakorîn
     Ucraineană (99,03%)
     Alte limbi (0,97%)
Conform recensământului din 2001, majoritatea populației localității Bakorîn era vorbitoare de ucraineană (99,03%), existând în minoritate și vorbitori de alte limbi.